# La bella Sulamita
La bella Sulamita (Under the Lash) è un film muto del 1921 diretto da Sam Wood.

## Trama

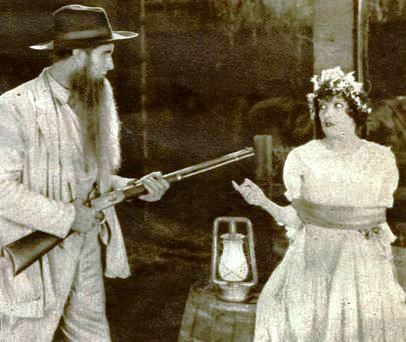
Russell Simpson e Gloria Swanson

Deborah Krillet è la giovane moglie di Simeone Krillet, un agricoltore boero e fanatico religioso. Lei si innamora del giovane inglese Robert Waring, che arriva alla fattoria come sorvegliante. Krillet minaccia di picchiarla per la lettura di Romeo e Giulietta, ma si placa quando lei falsamente afferma di essere incinta. Confessa la bugia a Waring scrivendolo nel suo diario. Scoprendo l'inganno, Krillet dice a Deborah che lui la deve uccidere, e Waring, convocato da un servo durante una tempesta, spara a Krillet per salvare Deborah. La morte di Krillet viene riportata come causa della tempesta, ma la sorella del contadino, Anna, scopre la verità. Per farla tacere, Deborah le consegna la fattoria e il denaro del marito. Waring scopre che a sua moglie è stato concesso il divorzio. Gli amanti sono riuniti.

## Produzione
Prodotto dalla Famous Players-Lasky Corporation, è tratto dal lavoro teatrale The Shulamite di Claude Askew e Edward Knoblock e dal romanzo dallo stesso titolo di Alice e Claude Askew.

## Distribuzione
Il copyright del film, richiesto dalla Famous Players-Lasky Corp., fu registrato il 26 ottobre 1921 con il numero LP17132.
Distribuito dalla Paramount Pictures, il film uscì nelle sale cinematografiche statunitensi il 16 ottobre 1921, presentato in prima a New York. In Italia, il film ottenne nel 1925 il visto di censura 20746.
Non si conoscono copie ancora esistenti della pellicola che viene considerata presumibilmente perduta.